# Bogdan Żochowski
Bogdan Żochowski (ur. 1936, zm. 10 czerwca 2006 w Warszawie) – polski artysta grafik.
Ukończył studia w Akademii Sztuk Pięknych w Warszawie i uzyskał dyplom w roku 1962. Kontynuując koncepcję Romana Cieślewicza, wraz z żoną Elżbietą projektował szatę graficzną miesięcznika „Ty i Ja”. Po zakończeniu publikacji tego miesięcznika projektował układy graficzne tygodników „Literatura”,  „Viva!” i „Przekrój”. Wydawał też w latach 1976–1985 ukazujące się nieregularnie pismo „Alfa”. Ukazało się jedynie siedem numerów tego pisma.
Bogdan Żochowski zaprojektował dla francuskiej firmy Mecanorma czcionkę „GlowWorm”.

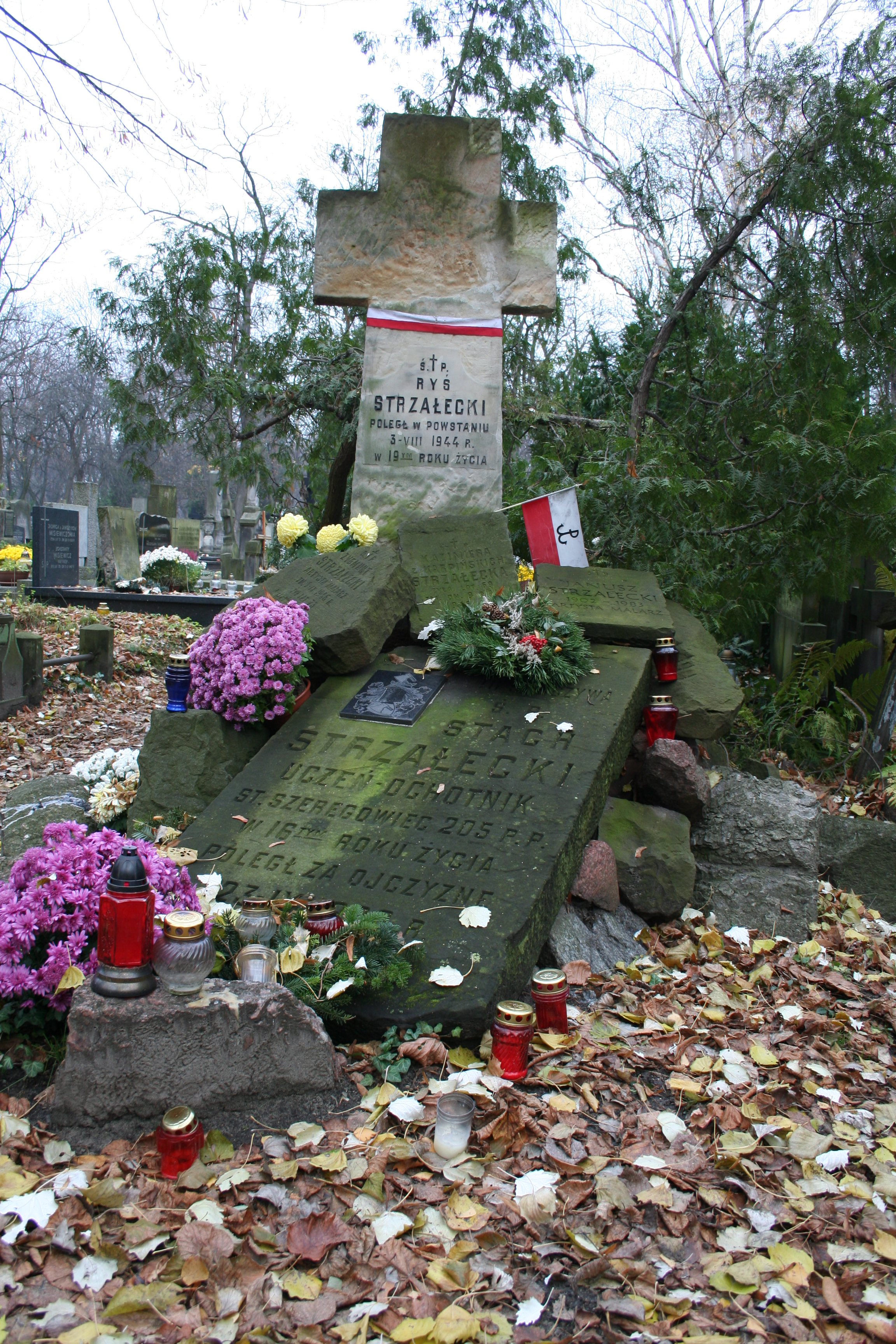
Grób Janusza Strzałeckiego i Bogdana Żochowskiego na warszawskim cmentarzu Powązkowskim

Spoczywa na cmentarzu Powązkowskim w Warszawie (kw. 221-IV-30).